# Schönberg, Freyung-Grafenau
Schönberg là một đô thị thuộc huyện Freyung-Grafenau trong bang Bayern nước Đức. Đô thị Schönberg, Freyung-Grafenau có diện tích 32,71 km², dân số thời điểm 31 tháng 12 năm 2006 là 3881 người.